# Hemming Elfving
Hemming Alarik Elfving, född 2 juli 1887 i Uleåborg, död 10 februari 1965 i Helsingfors, var en finländsk affärsman.
Elfving var på 1920-talet en betydande industriidkare i Hangö (ägde bland annat aktiemajoriteten i Hangö kex Ab och i det av honom 1920 grundade Hangö margarinfabrik Ab); kommodor i Hangö Segelförening 1926–1933. Han inledde sedan han delvis avvecklat sin rörelse i denna stad 1928 sillfiske i de isländska vattnen; Elfvings fiskeflotta, som 1936 sammanslogs med ett annat företag till Finska fiskeri Ab (till detta anslöts senare Hangö konservfabrik, som Elfving förvärvat 1927), var på sin tid världens största och bäst utrustade sillfiskeföretag vid Island. Han startade 1939 en egen firma i Helsingfors, det nuvarande importföretaget Oy Elfving Ab (cirka 70 anställda 2002), och grundade ett stort bageri i Viborg.
Han erhöll titeln kommerseråd 1932.